# Al Naslaa

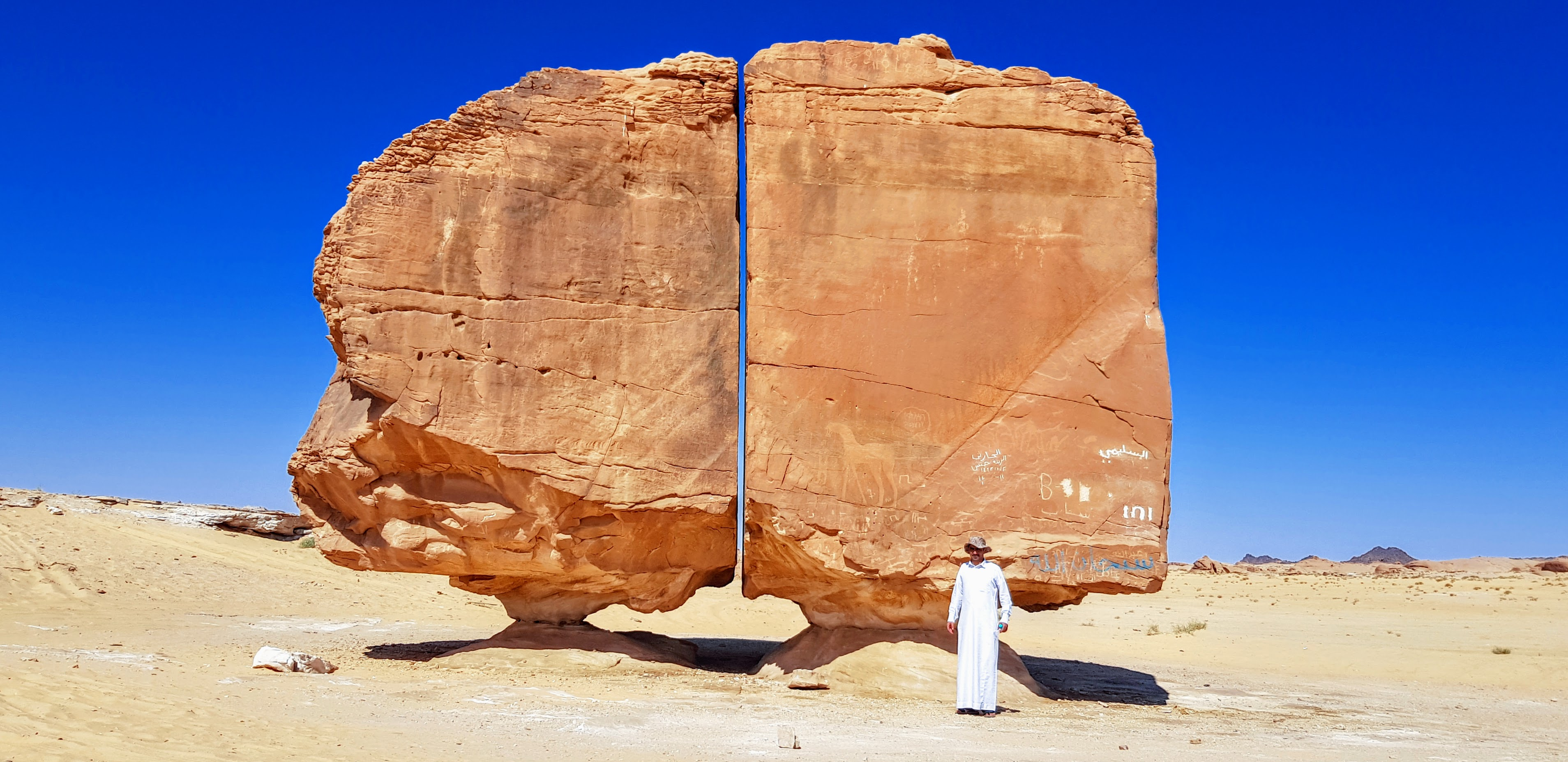
Roca de Al Naslaa en 2021

La roca Al Naslaa es una formación rocosa la cual está dividida por la mitad, en dos partes, ambas en perfecto equilibrio sobre pequeños pedestales. Parece estar partida en dos pedazos justo en lo que podría haber sido una unión en el pasado.  
La roca tiene unos 6 metros de alto y 9 metros de ancho, y está cubierta en su cara sureste con numerosos petroglifos, y es una atracción turística, por más de un siglo por su inusual característica, de la cual se expresan: "parece estar cortadas con laser". Está situada 50 km al sur del oasis de Tayma en Arabia Saudita.
La forma general de la roca puede deberse a la erosión del viento y la meteorización química que podrían haber sido posibles debido a las condiciones de humedad en la parte inferior protegida de la roca. . 